# ألفارو بوريل
ألفارو بوريل (بالإسبانية: Álvaro Burrell Bustos)‏ هو منافس ألعاب قوى إسباني، ولد في 29 أبريل 1969 في مونثون في إسبانيا.

## وصلات خارجية
- ألفارو بوريل على موقع الاتحاد الدولي لألعاب القوى (الإنجليزية)
- ألفارو بوريل على موقع أوليمبيديا (الإنجليزية)